# Стрелец неприкаянный
«Стрелец неприкаянный» — российский художественный фильм 1993 года совместного производства студий России, Франции, США.

## Сюжет
Бывший советский журналист Герман находится в эмиграции в Париже и влачит полунищенское существование. Там ему сообщают о тяжёлой болезни его деда, знаменитого ученого-физика. По возвращении на родину Герман узнает от умирающего деда, что тот создал коридор времени, ведущий в 1960-е годы, а также получает от него в наследство чемодан со старыми советскими деньгами, в условиях новой России ставшими бесполезными бумажками.
Герман решает использовать изобретение деда, чтобы поправить своё тяжёлое материальное положение: скупать на советские деньги в прошлом золото, переправлять его в 1990-е годы и продавать. Там же, в прошлом, он встречает и женщину своей мечты. Его частые перемещения сквозь десятилетия приводят к разнообразным трагикомедийным ситуациям. 
Однако возникли осложнения. В 1960-е годы милиция быстро заметила появление банкнот с номерами, которые Госбанк ещё не выпустил, так как деньги деда были отпечатаны в 80-х годах, и начала охоту на их источник. 
А в 1990-е годы новый муж бывшей жены Германа, которому тот сдавал золото, решил выяснить источник золота и взять его под контроль. Герой фильма и его пассия оказываются в сложной ситуации. В последний момент, коридор времени срабатывает как пространственный тоннель и Герман с Юлей оказываются в Париже.

## Создатели
- Автор сценария — Алексей Тимм
- Режиссёр — Георгий Шенгелия
- Оператор-постановщик — Дильшат Фатхулин
- Художники — Олег Потанин, Леван Шенгелия
- Художник по костюмам — Наталья Дзюбенко

## В ролях
- Владимир Ильин — Герман Андреевич
- Татьяна Догилева — Наталья Борисовна, бывшая жена Германа
- Ирина Феофанова — Юля
- Юрий Сенкевич — Гога, муж Натальи
- Николай Пастухов — дед Германа
- Ренат Давлетьяров — Ренат
- Борис Людмер — саксофонист
- Александр Боровиков — помощник Гоги
- Александр Коданев — водитель «Москвича»
- Александр Кулямин — капитан

## О фильме
Я вообще люблю хеппи-энд. У меня есть картина «Стрелец неприкаянный». <...> Во время съемок Володя [Ильин] мне постоянно говорил: «Я не знаю, что играть. Мы что, про деньги кино снимаем?». «Да не про деньги, Володя, про любовь». Но когда он увидел картину, он вышел из зала, встал на колени и попросил у меня прощения. А потом Николай Бурляев хотел её взять на свой православный фестиваль, но что-то сомневался. Пригласил меня для беседы: «Да, хорошая картина, но вот концовка! А почему он в конце оказывается с чемоданом денег и во Франции? А как же родина?!». Я понял, что ничего не могу ответить. Нет слов! Развел руками: «Ну, вот так».— Георгий Шенгелия